# Список глав государств в 1442 году
Список глав государств в 1441 году — 1442 год — Список глав государств в 1443 году — Список глав государств по годам

## Азия
- Ак-Коюнлу — Хамза бин Кара Осман, бей (1438 — 1444)
- Анатолийские бейлики —
  - Зулькадар — 
    - Мухаммад Насир ад-дин, бей (1399 — 1442)
    - Сулейман, бей (1442 — 1454)

  - Исфендиярогуллары — Таседдин Ибрагим II, бей (1440 — 1443)
  - Караманиды — Ибрагим II, бейлербей (1424 — 1464)
  - Рамазаногуллары (Рамаданиды) — Дундар, бей (1439 — 1470)
- Грузинское царство — 
  - Александр I Великий, царь (1412 — 1442)
  - Вахтанг IV, царь (1442 — 1446)
  - Самцхе-Саатабаго — Иване II, атабег (1395 — 1444)
- Бруней — Сулейман, султан (1432 — 1485)
- Дайвьет — 
  - Ле Тхай-тонг, император (1433 — 1442)
  - Ле Нян-тонг, император (1442 — 1459)
- Индия —
  - Амбер (Джайпур) — Удхао Рао, раджа[кат.] (1424 — 1453)
  - Ахом — Сусенпхаа, махараджа[англ.] (1439 — 1488)
  - Бахманийский султанат — Ахмад-шах II, султан (1436 — 1458)
  - Бенгальский султанат — Насируддин Махмуд Шах, султан (1436 — 1459)
  - Бунди — Биру, раджа (1415 — 1470)
  - Бхавнагар — Саранжи Каноджи, раджа (1420 — 1445)
  - Венад[англ.] — Удайя Мартанда Варма, махараджа[англ.] (1383 — 1444)
  - Виджаянагарская империя — Деварайя II, махараджадхираджа (1424 — 1446)
  - Гаджапати[англ.] — Капилендра Дева, царь[англ.] (1434 — 1466)
  - Гуджаратский султанат — 
    - Ахмад-шах I, султан (1411 — 1442)
    - Мухаммад-шах II, султан (1442 — 1451)

  - Делийский султанат — Мухаммад-шах IV, султан (1434 — 1445)
  - Дунгарпур — Гопинатх Сингх, раджа (1423 — 1447)
  - Камата — Ниладхвадж, махараджа (1440 — 1460)
  - Качари — Манипха, царь (ок. 1436 — ок. 1461)
  - Кашмир — Зайн аль-Абидин, султан (1420 — 1470)
  - Майсур — Шамараджа I, махараджа (1423 — 1459)
  - Малавский султанат — Махмуд-шах I Халджи, султан (1436 — 1469)
  - Манипур — Нингтоукхомба, раджа[англ.] (1432 — 1467)
  - Марвар (Джодхпур) — Джодха, раджа (1438 — 1489)
  - Мевар — Кумбха, махарана (1433 — 1468)
  - Пратабгарх — Кхемкаран Сингх, махараджа (1433 — 1473)
  - Редди[англ.] — Веерабхадра, раджа[кат.] (1434 — 1448)
  - Синд — 
    - Туглук, джем (султан)[англ.] (1414 — 1442)
    - Сикандар, джем (султан)[англ.] (1442 — 1444)

  - Сирохи — Сенс Маль, раджа (1424 — 1451)
- Индонезия —
  - Маджапахит — Сухита, рату (1429 — 1447)
  - Пасай — Шалахуддин, султан (1438 — 1462)
  - Сунда — Нискала Васту Канкана, махараджа (1371 — 1475)
  - Тернате — Мархум (Гапи Багуна II), султан (1432 — 1486)
- Иран —
  -  Каркия — Сайед Насер Кия, амир (1430 — 1448)
  -  Падуспаниды — Каюмарт I, малек (1399 — 1453)
- Йемен —
  -  Расулиды — Аль-Музаффар Юсуф II, султан (1441 — 1454)
- Кара-Коюнлу — 
  - Джаханшах, султан (в Тебризе) (1436 — 1467)
  - Испенд-хан, султан (в Багдаде) (1420 — 1445)
- Кедах — Атауллах Мухаммад Шах I, султан[англ.] (1422 — 1472)
- Кипрское королевство — Иоанн (Жан) II, король (1432 — 1458)
- Китай (Империя Мин)  — Чжу Цичжэнь, император (1435 — 1449, 1457 — 1464)
- Камбоджа — Понья Ят, царь[англ.] (1431 — 1463)
- Лансанг  — Чаккапхат Пхаен Пхаео, король (1442 — 1479)
- Малаккский султанат — Мухаммад Шах, султан (1424 — 1444)
- Мальдивы — Юсуф II, султан (1421 — 1443)
- Михрабаниды[англ.] — Низам аль-Дин Яхья, малик[англ.] (1438/1439 — 1480)
- Монгольская империя — 
  - Золотая Орда — Кичи-Мухаммед, хан (1428, 1428, 1432 — 1459)
    - Большая Орда — Сайид-Ахмад I, хан (1432 — 1455)

  - Ойратское ханство — Эсэн, тайша (1439 — 1454)
  - Северная Юань — Тайсун, великий хан (1438 — 1453)
- Мьянма — 
  - Ава — 
    - Минье Киосва I, царь[англ.] (1439 — 1442)
    - Нарапати I, царь[англ.] (1442 — 1468)

  - Аракан (Мьяу-У) — Мин Кхаи, царь[англ.] (1433 — 1459)
  - Хантавади — Бинья Ран I, царь[англ.] (1424 — 1446)
- Ногайское ханство — Ваккас, бий (1428 — 1447)
- Оман — Абу аль-Хассан Умани, имам (1435 — 1451)
- Османская империя — Мурад II, султан (1421 — 1444, 1446 — 1451)
- Рюкю — Сё Тю, ван (1439 — 1444)
- Таиланд — 
  - Аютия — Бороммарачатират II, король (1424 — 1448)
  - Ланнатай — Тилокарат, король[англ.] (1441 — 1487)
- Тибет — Гонгма Дракпа Джуне, типон[англ.] (1432 — 1445)
- Трапезундская империя — Иоанн IV, император (1429 — 1459)
- Туран (Государство Тимуридов) — Шахрух, великий эмир (1409 — 1447)
  - Мавераннахр — Улугбек, хан  (1409 — 1449)
  - Могулистан — Эсен Буга, хан  (1429 — 1462)
- Тямпа — Майджа Виджайя, царь (1441 — 1446)
- Узбекское ханство — Абулхайр, хан (1428 — 1468)
- Филиппины — 
  - Тондо — Лонток, раджа[англ.] (ок. 1430 — ок. 1450)
- Чосон  — Седжон Великий, ван (1418 — 1450)
- Ширван — Халил-улла I, ширваншах (1417 — 1465)
- Шри-Ланка — 
  - Джафна — Канакасурийя Синкайярийян, царь[фр.] (1440 — 1450, 1467 — 1478)
  - Котте — Паракрамабаху VI, царь (1412 — 1467)
- Япония — 
  - Хикохито (император Го-Ханадзоно), император (1428 — 1464)
  - Сёгунат Муромати — Асикага Ёсикацу, сёгун (1442 — 1443)

## Америка
- Ацтекская империя (Тройственный союз) — Монтесума I, великий тлатоани (1440 — 1469)
  - Теночтитлан — Монтесума I, Теночтитлан (1440 — 1469)
  - Тескоко — Несауалькойотль, тлатоани (1428 — 1472)
  - Тлакопан — Тотокиуацин I, тлатоани (1428 — 1470)
- Империя инков — Пачакутек Юпанки, сапа инка (1438 — 1471)
- Тараско — Тангашуан I, каконци (1430 — 1454)
- Тлателолько — Куаутлатоа, тлатоани (1428 — 1460)

## Африка
- Абдальвадиды (Зайяниды) — Абу Аббас Ахмад I, султан (1431 — 1462)
- Адаль — Бадлай ибн Саад ад-Дин, султан (1433 — 1445)
- Бамум — Нгупу, мфон (султан)[англ.] (1418 — 1461)
- Бенинское царство — Эвуаре, оба[англ.] (1440 — 1473)
- Борну — Гажи, маи[нем.] (1439 — 1444)
- Буганда — Киггала, кабака (ок. 1434 — ок. 1464, ок. 1484 — ок. 1494)
- Варсангали[англ.] — Сисиид II, султан[англ.] (1430 — 1450)
- Вогодого — Зеттембусма, нааба (ок. 1425 — ок. 1450)
- Джолоф — Леити Тьюкули, буур-ба[англ.] (ок. 1440 — ок. 1450)
- Египет (Мамлюкский султанат) — Джакмак аз-Захир, султан (1438 — 1453)
- Кано[англ.] — Абдулла Буржа, султан[англ.] (1438 — 1452)
- Каффа — Гирра, царь (ок. 1425 — ок. 1460)
- Килва — 
  - Сулейман ибн Мухаммад, султан (1421 — 1442)
  - Исмаил ибн Хусейн, султан (1442 — 1454)
- Мали — Гбере, манса (ок. 1440 — ок. 1460)
- Мариниды — Абд аль-Хакк II, султан (1420 — 1465)
- Массина — Канта, ардо (1433 — 1466)
- Нри[англ.] — Омалониесо, эзе[англ.] (1391 — 1464)
- Руанда — Руганзу I, мвами (1438 — 1482)
- Свазиленд — Дламини I, вождь (ок. 1435 — ок. 1465)
- Хафсиды — Усман, халиф (1435 — 1488)
- Эфиопия — Зара Якоб, император (1434 — 1468)

## Европа
- Албания —
  - Арианити — Герг Арианити, князь (1432 — 1444)
  - Дукаджини — Лека Дукаджини, князь (1438 — 1479)
  - Музаки — Теодор III Музаки, князь (1417 — 1444)
- Англия — Генрих VI, король (1422 — 1461, 1470 — 1471)
- Андорра — 
  - Гастон IV де Фуа, князь-соправитель (1436 — 1472)
  - Арнау Рохер де Пальяс, епископ Урхельский, князь-соправитель (1437 — 1461)
- Афинское герцогство — Нерио II Аччайоли, герцог (1435 — 1439, 1441 — 1451)
- Боснийское королевство — Твртко II, король (1404 — 1409, 1421 — 1443)
- Валахия — 
  - Влад II Дракул, господарь (1436 — 1442, 1443 — 1447)
  - Мирча II, господарь (1442)
  - Басараб II, господарь (1442 — 1443)
- Венгрия — Уласло I (Владислав III Польский), король (1440 — 1444)
- Византийская империя — Иоанн VIII Палеолог, император (1425 — 1448)
- Дания — Кристофер III Баварский, король (1440 — 1448)
- Ирландия —
  - Десмонд — Домналл ан Дана Маккарти, король (1428 — 1469)
  - Коннахт — Аэд мак Тойрдхелбнах Ог О Конхобар, король (1439 — 1461)
  - Тир Эогайн — Эоган мак Нейлл Ог, король (1410 — 1414, 1419 — 1421, 1432 — 1455)
  - Томонд — Матгамайн Далл мак Бриан О’Брайен, король (1438 — 1444)
- Испания —
  - Арагон — Альфонсо V Великодушный, король (1416 — 1458)
  - Гранадский эмират — Мухаммад IX аль-Галиб, эмир (1419 — 1427, 1429 — 1431, 1432 — 1445, 1447 — 1454)
  - Кастилия и Леон — Хуан II, король (1406 — 1454)
  - Наварра — Хуан Арагонский, король (1441 — 1479)
  - Пальярс Верхний — 
    - Бернат Роже I, граф (1424 — 1442)
    - Арнау Роже I, граф (1442 — 1451)

  - Прованс — Рене Добрый, граф (1434 — 1480)
- Италия —
  - Венецианская республика — Франческо Фоскари, дож (1423 — 1457)
  - Гвасталла — Гвидо Торелли, граф (1428 — 1449)
  - Генуэзская республика — 
    - Томмазо ди Кампофрегозо, дож (1415 — 1421, 1436 — 1437, 1437 — 1442)
    - Правительство Восьми Капитанов Свободы (1442 — 1443)

  - Мантуя — Джанфранческо I Гонзага, маркграф (1433 — 1444)
  - Масса и Каррара — Антонио Маласпина, маркграф (1442 — 1445)
  - Милан — Филиппо Мария Висконти, герцог (1412 — 1447)
  - Монферрат — Джан Джакомо, маркграф (1418 — 1445)
  - Неаполитанское королевство — Альфонс I (Альфонсо V Арагонский), король (1435 — 1458)
  - Пьомбино — Паола Колонна, княгиня (1441 — 1445)
  - Салуццо — Лодовико I, маркграф (1416 — 1475)
  - Сицилийское королевство — Альфонсо V Великодушный, король (1416 — 1458)
  - Урбино — Гвидантонио да Монтефельтро, граф (1404 — 1443)
  - Феррара и Модена — Лионелло д’Эсте, маркиз (1441 — 1450)
  - Флорентийская республика — Козимо Медичи Старый, глава правительства (1434 — 1464)
- Казанское ханство — Улу-Мухаммед, хан (1438 — 1445)
- Крымское ханство — Хаджи I Герай, хан (1441 — 1466)
- Литовское княжество — Казимир Ягеллон, великий князь (1440 — 1492)
  -  Волынское княжество — Свидригайло, князь (1434 — 1452)
  -  Мстиславское княжество — 
    - Юрий Лугвенович, князь (1431 — 1442, 1445 — 1460)
    - без князя (1442 — 1445)
- Молдавское княжество — 
  - Стефан II, господарь (1433 — 1447)
  - Илья I, господарь (1432 — 1433, 1435 — 1443)
- Монако — Жан I, князь (1419 — 1454)
- Мэн — Томас I Стэнли, король (1437 — 1459)
- Наксосское герцогство — Джакомо II, герцог (1433 — 1447)
- Норвегия — 
  - Эрик Померанский, король (1396 — 1442)
  - Кристофер III Баварский, король (1442 — 1448)
- Островов королевство — Александр II Макдональд, король Островов и Кинтайра (1423 — 1449)
- Папская область — 
  - Евгений IV, папа (1431 — 1447)
  - Феликс V, антипапа (1439 — 1449)
- Польша — Владислав III Варненчик, король (1434 — 1444)
  - Белзское княжество — 
    - Казимир II Белзский, князь (1434 — 1442)
    - Владислав I Плоцкий, князь (1442 — 1455)

  - Варшавское княжество — Болеслав IV Варшавский, князь[англ.] (1429 — 1454)
  - Плоцкое княжество — Владислав I Плоцкий, князь[пол.] (1434 — 1455)
  - Равское княжество — 
    - Земовит V Равский, князь[пол.] (1426 — 1442)
    - Владислав I Плоцкий, князь[пол.] (1426 — 1434, 1442 — 1455)
- Португалия — Афонсу V Африканец, король (1438 — 1477, 1477 — 1481)
- Русские княжества — 
  -  Великое княжество Московское — Василий II Тёмный, великий князь (1425 — 1433, 1433 — 1434, 1434 — 1445, 1445 — 1446)
    -  Верейско-Белозерское княжество — Михаил Андреевич, князь (1432 — 1486)
    -  Галич-Мерское княжество — Дмитрий Юрьевич Шемяка, князь (1433 — 1450)
    -  Звенигородское княжество — Василий Юрьевич Косой, князь (1421 — 1448)
    -  Можайское княжество — Иван Андреевич, князь (1432 — 1454)
    -  Серпуховско-Боровское княжество — Василий Ярославич, князь (1427 — 1456)

  -  Рязанское княжество — Иван Федорович, князь (1427 — 1456)
  -  Стародубское княжество — Владимир Фёдорович, князь (ок. 1440 — ок. 1450)
  -  Тверское княжество — Борис Александрович, великий князь (1426 — 1461)
    -  Микулинское княжество — 
      - Фёдор Фёдорович, князь (1410 — ок. 1453)
      - Борис Александрович, князь (1435 — 1460)

    -  Холмское княжество — Дмитрий Юрьевич, князь (1410 — ок. 1454/1456)

  -  Ярославское княжество — Александр Фёдорович Брюхатый, князь (ок. 1434 — 1463)
- Священная Римская империя — Фридрих IV, король Германии (1440 — 1452)
  - Австрия — 
    - Внутренняя Австрия — Фридрих V (король Фридрих IV), герцог (1424 — 1493)
    - Нижняя Австрия — Ладислав Постум, герцог (1440 — 1457)
    - Передняя Австрия и Тироль — Сигизмунд, герцог (1439 — 1490)

  - Ангальт — 
    - Ангальт-Бернбург — Бернард VI, князь (1420 — 1468)
    - Ангальт-Дессау — 
      - Георг I, князь (1405 — 1474)
      - Сигизмунд II, князь (1405 — 1452)
      - Альберт V, князь (1405 — 1469)

    - Ангальт-Кётен — Адольф I, князь (1423 — 1473)

  - Ансбах — Альбрехт Ахилл, маркграф (1440 — 1486)
  - Бавария — 
    - Бавария-Ингольштадт — Людвиг VII Бородатый, герцог (1413 — 1447)
    - Бавария-Ландсхут — Генрих XVI, герцог (1393 — 1450)
    - Бавария-Мюнхен — Альбрехт III Благочестивый, герцог (1438 — 1460)

  - Баден — Якоб I, маркграф (1431 — 1453)
  - Байрет (Кульмбах) — Иоганн Алхимик, маркграф (1440 — 1457)
  - Бар — Рене Добрый, герцог (1430 — 1480)
  - Бранденбург — Фридрих II, курфюрст (1440 — 1470)
  - Брауншвейг — 
    - Брауншвейг-Вольфенбюттель — Генрих II Миролюбивый, герцог (1428 — 1473)
    - Брауншвейг-Гёттинген[англ.] — Отто II, герцог[нем.] (1394 — 1463)
    - Брауншвейг-Грубенхаген — 
      - Генрих III, герцог (1427 — 1464)
      - Эрнст II, герцог (1440 — 1464)
      - Альбрехт II, герцог (1440 — 1485)

    - Брауншвейг-Каленберг — Вильгельм I Победоносный, герцог (1432 — 1473)
    - Брауншвейг-Люнебург — 
      - Оттон IV, герцог (1434 — 1446)
      - Фридрих II Благочестивый, герцог (1434 — 1457)

  - Вальдек — 
    - Вальдек-Вальдек — Генрих VII, граф (1397 — ок. 1444)
    - Вальдек-Ландау — Отто III, граф (1431 — 1459)

  - Вюртемберг — 
    - Людвиг I, граф (1419 — 1442)
    - Ульрих V, граф (1419 — 1442)
    - Вюртемберг-Урах — Людвиг I, граф (1442 — 1450)
    - Вюртемберг-Штутгарт — Ульрих V, граф (1442 — 1480)

  - Ганау — Рейнхард II, граф[англ.] (1429 — 1451)
  - Гелдерн — Арнольд Эгмонт, герцог (1423 — 1465, 1471 — 1473)
  - Гессен — Людвиг I, ландграф (1413 — 1458)
  - Гольштейн — 
    - Гольштейн-Пиннеберг — Оттон II, граф (1426 — 1464)
    - Гольштейн-Рендсбург[англ.] — Адольф VIII, граф (1427 — 1459)

  - Кёльнское курфюршество — Дитрих II фон Мёрс, курфюрст (1414 — 1463)
  - Клеве — Адольф I, герцог (1417 — 1448)
  - Лотарингия — Изабелла, герцогиня (1431 — 1453)
  - Люксембург — Елизавета фон Гёрлиц, герцогиня (1411 — 1443)
  - Майнцское курфюршество — Дитрих Шенк фон Эрбах, курфюрст (1434 — 1459)
  - Марк — 
    - Адольф IV (Адольф II Клевский), граф (1398 — 1448)
    - Герхард, граф (1430 — 1461)

  - Мекленбург — 
    - Генрих IV, герцог (1422 — 1477)
    - Иоганн V, герцог (1436 — 1442)

  - Монбельяр — Генриетта де Монфуко, графиня (1397 — 1444)
  - Нассау — 
    - Нассау-Байлштайн[нем.] — 
      - Иоганн I, граф (1412 — 1473)
      - Генрих III, граф (1425 — 1477)

    - Нассау-Вейльбург — Филипп II, граф (1429 — 1492)
    - Нассау-Висбаден-Идштейн[нем.] — Иоганн II, граф (1426 — 1480)
    -  Нассау-Дилленбург[англ.] — 
      - Иоганн II, граф (1416 — 1443)
      - Энгельберт I, граф (1416 — 1442)
      - Иоганн IV, граф (1442 — 1475)
      - Генрих II, граф (1442 — 1451)

    - Нассау-Саарбрюккен — Иоганн II, граф (1429 — 1472)

  - Ольденбург — Кристиан I, граф (1440 — 1448)
  - Померания — 
    - Померания-Барт — Барним VIII, герцог (1415 — 1451)
    - Померания-Вольгаст — 
      - Вартислав IX, герцог (1405 — 1451)
      - Барним VII, герцог (1405 — 1449/1450)

    - Померания-Рюген — Барним VIII, герцог (1432/1436 — 1451)
    - Померания-Слупск — Богуслав IX, герцог (1418 — 1446)
    - Померания-Щецин — Иоахим Младший, герцог (1434 — 1451)

  - Пфальц — Людвиг IV, курфюрст (1436 — 1449)
    - Пфальц-Мосбах[англ.] — Оттон I, пфальцграф (1410 — 1448)
    - Пфальц-Нойбург[англ.] — Иоганн, пфальцграф (1410 — 1443)
    - Пфальц-Зиммерн-Цвейбрюккен[англ.] — Стефан, пфальцграф (1410 — 1459)

  - Савойя — Людовик I, герцог (1440 — 1465)
  - Саксония — 
    - Саксен-Виттенберг — Фридрих II Кроткий, курфюрст Саксонии (1428 — 1464)
    - Саксен-Ратцебург-Лауэнбург — Бернхард II, герцог (1426 — 1463)

  - Трирское курфюршество — Якоб фон Сьерк, курфюрст (1439 — 1456)
  - Тюрингия — Фридрих V (Фридрих II Саксонский), ландграф (1440 — 1445)
  - Хахберг-Заузенберг — 
    - Рудольф IV, маркграф (1441 — 1487)
    - Гуго, маркграф (1441 — 1444)

  - Чехия — междуцарствие (1440 — 1453)
    - Силезские княжества —
      - Бжегское княжество — Елизавета Бранденбургская, княгиня (1436 — 1443)
      - Бытомское княжество — 
        - Вацлав I Цешинский, князь (1431 — 1452, 1452 — 1459)
        - Владислав Глогувский, князь (1431 — 1442)
        - Пшемыслав II Цешинский, князь (1431 — 1442)
        - Болеслав II Цешинский, князь (1431 — 1442, 1452)
        - Конрад VII Белый, князь (1416 — 1450)

      - Глогувское княжество — 
        - Генрих IX Старший, князь (1397 — 1467)
        - Вацлав I Цешинский, князь (1431 — 1442)
        - Владислав Глогувский, князь (1431 — 1460)
        - Пшемыслав II Цешинский, князь (1431 — 1442, 1460 — 1476)
        - Болеслав II Цешинский, князь (1431 — 1442)

      - Зембицкое (Мюнстерберг) княжество — Ефимия Зембицкая, княгиня (1435 — 1443)
      - Крновское княжество — Микулаш V Крновский, князь (1437 — 1452)
      - Легницкое княжество — Елизавета Бранденбургская, княгиня (1436 — 1449)
      - Любинское княжество — 
        - Ян I Любинский, князь[пол.] (1441 — 1446)
        - Генрик Любинский, князь[пол.] (1441 — 1446)

      - Немодлинско-Стрелецкое княжество — Бернард Немодлинский, князь (1382 — 1450)
      - Олавское княжество — Маргарета Опольская, княгиня[англ.] (1441 — 1454)
      - Олесницкое княжество — Конрад VII Белый, князь (1439 — 1450)
      - Опавское княжество — 
        - Вацлав II Опавский, князь (1433 — 1445/1447)
        - Вильгельм Опавский, князь (1433 — 1452)
        - Эрнест Опавский, князь (1433 — 1456)
        - Пржемысл II Опавский, князь (1433 — 1456)

      - Опольское княжество — Миколай I Опольский, князь (1437 — 1476)
      - Освенцимское княжество — 
        - Вацлав I Заторский, князь (1434 — 1445)
        - Пшемыслав Тошецкий, князь (1434 — 1445)
        - Ян IV Освенцимский, князь (1434 — 1456)

      - Ратиборское княжество — Вацлав II Ратиборский, князь (1437 — 1456)
      - Саганское (Жаганьское) княжество — 
        - Бальтазар Жаганьский, князь (1439 — 1461, 1468 — 1472)
        - Рудольф Жаганьский, князь (1439 — 1454)
        - Вацлав Жаганьский, князь (1439 — 1449)
        - Ян II Жаганьский, князь (1439 — 1449, 1461 — 1468, 1472)

      - Сцинавское княжество — 
        - Конрад VIII Младший, князь[пол.] (1416 — 1444)
        - Вацлав I Цешинский, князь[пол.] (1431 — 1442)
        - Владислав Глогувский, князь[пол.] (1431 — 1460)
        - Пшемыслав II Цешинский, князь[пол.] (1431 — 1442, 1460 — 1476)
        - Болеслав II Цешинский, князь[пол.] (1431 — 1442)

      - Тешинское (Цешинское) княжество — 
        - Вацлав I Цешинский, князь (1431 — 1468)
        - Владислав Глогувский, князь (1431 — 1442)
        - Пшемыслав II Цешинский, князь (1431 — 1442, 1468 — 1477)
        - Болеслав II Цешинский, князь (1431 — 1442)

  - Шлезвиг — Адольф I (Адольф VIII Голштейн-Рендсбургский), герцог[англ.] (1440 — 1459)
  - Юлих-Берг — Герхард II, герцог (1437 — 1475)
- Сербская деспотовина — под управлением османов (1439 — 1444)
- Тевтонский орден — Конрад фон Эрлихсхаузен, великий магистр (1441 — 1449)
  - Ливонский орден — Генрих Финке фон Оверберг, ландмейстер (1438 — 1450)
- Франция — Карл VII Победитель, король (1422 — 1461)
  - Арманьяк — Жан IV, граф (1418 — 1450)
  - Бретань — 
    - Жан VI Мудрый, герцог (1399 — 1442)
    - Франциск I, герцог (1442 — 1450)

  - Бургундия (герцогство) — Филипп III Добрый, герцог (1419 — 1467)
  - Овернь и Булонь — Бертран I, граф (1437 — 1461)
  - Фуа — Гастон IV де Фуа, граф (1436 — 1472)
- Швеция — Кристофер Баварский, король (1441 — 1448)
- Шотландия — Яков II, король (1437 — 1460)
- Эпирское царство — Карло II Токко, деспот (1429 — 1448)

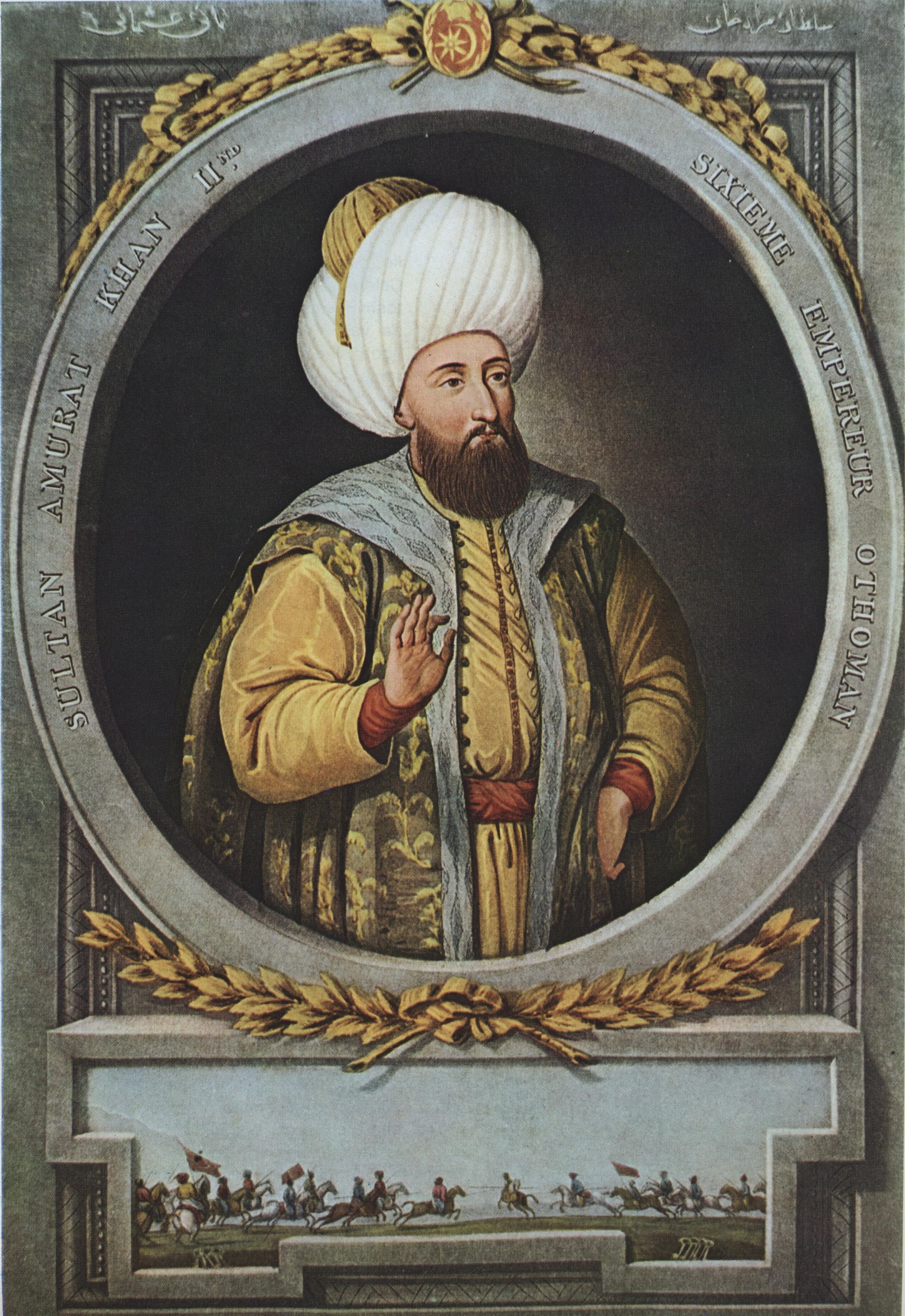
Мурад II 1421-1444, 1446-1451 Османский султан
Шахрух 1409-1447 Великий эмир Тимуридов
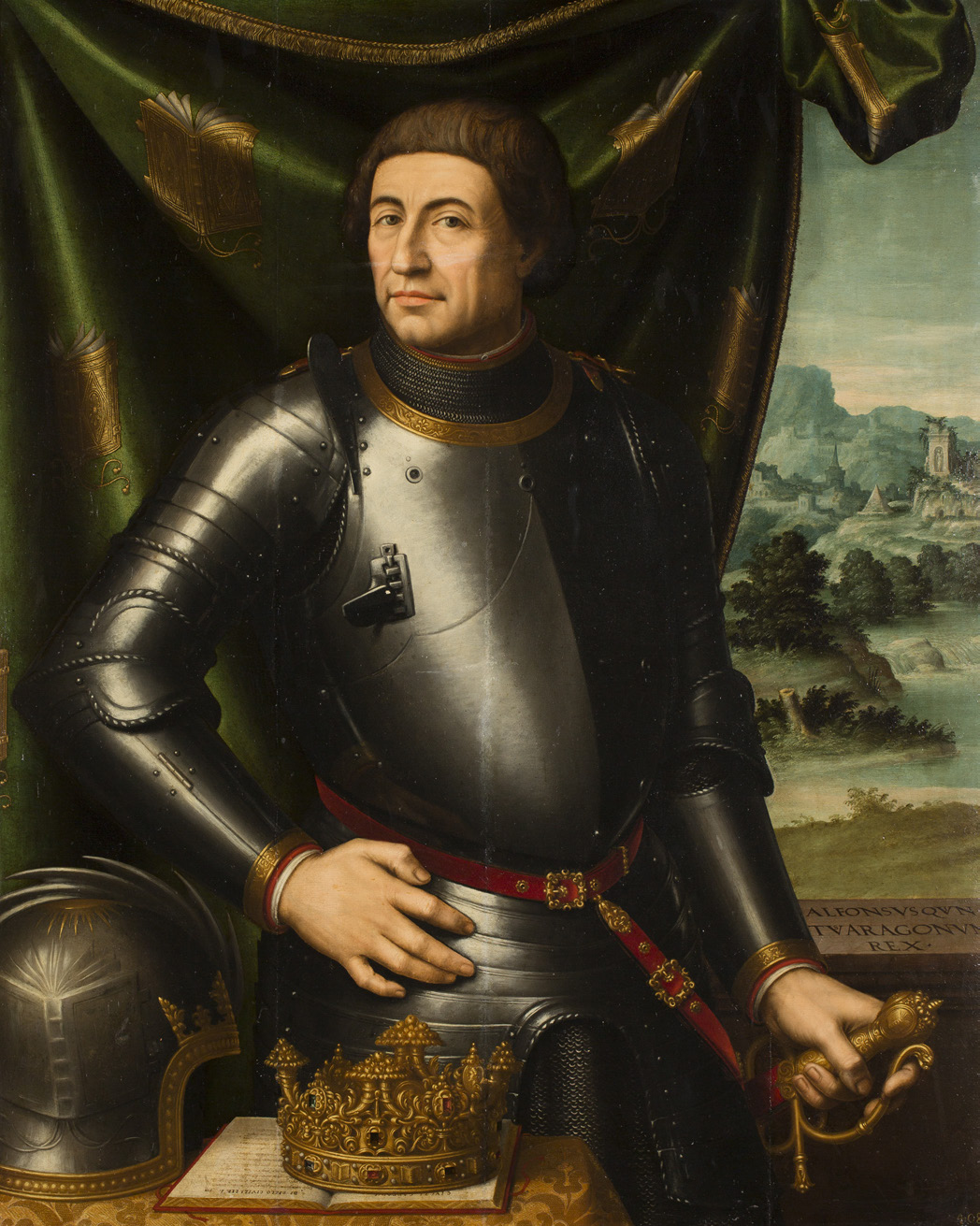
Альфонсо V Великодушный 1416-1458 Король Арагона, Сицилии и Неаполя
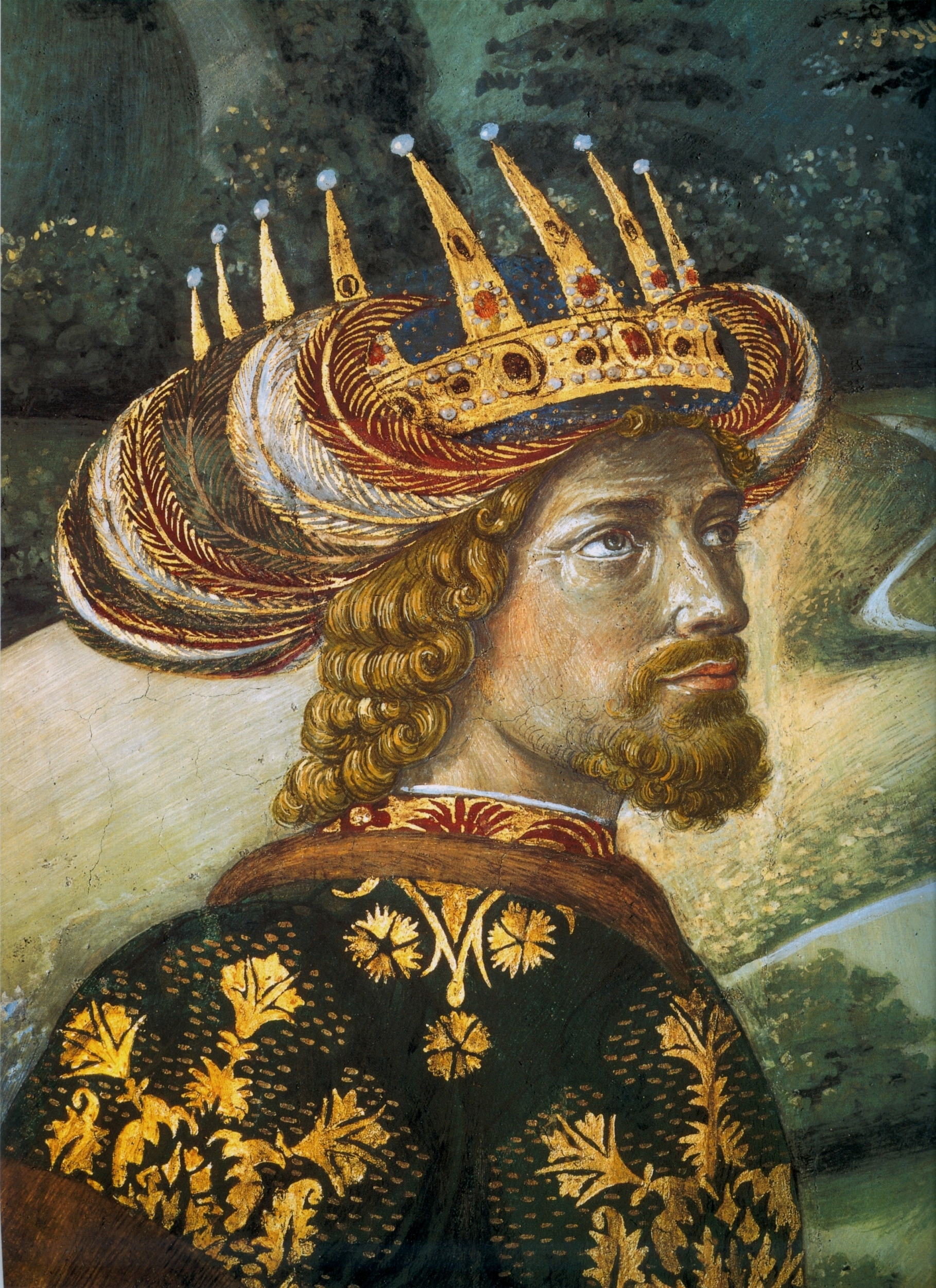
Иоанн VIII 1425-1448 Император Византии
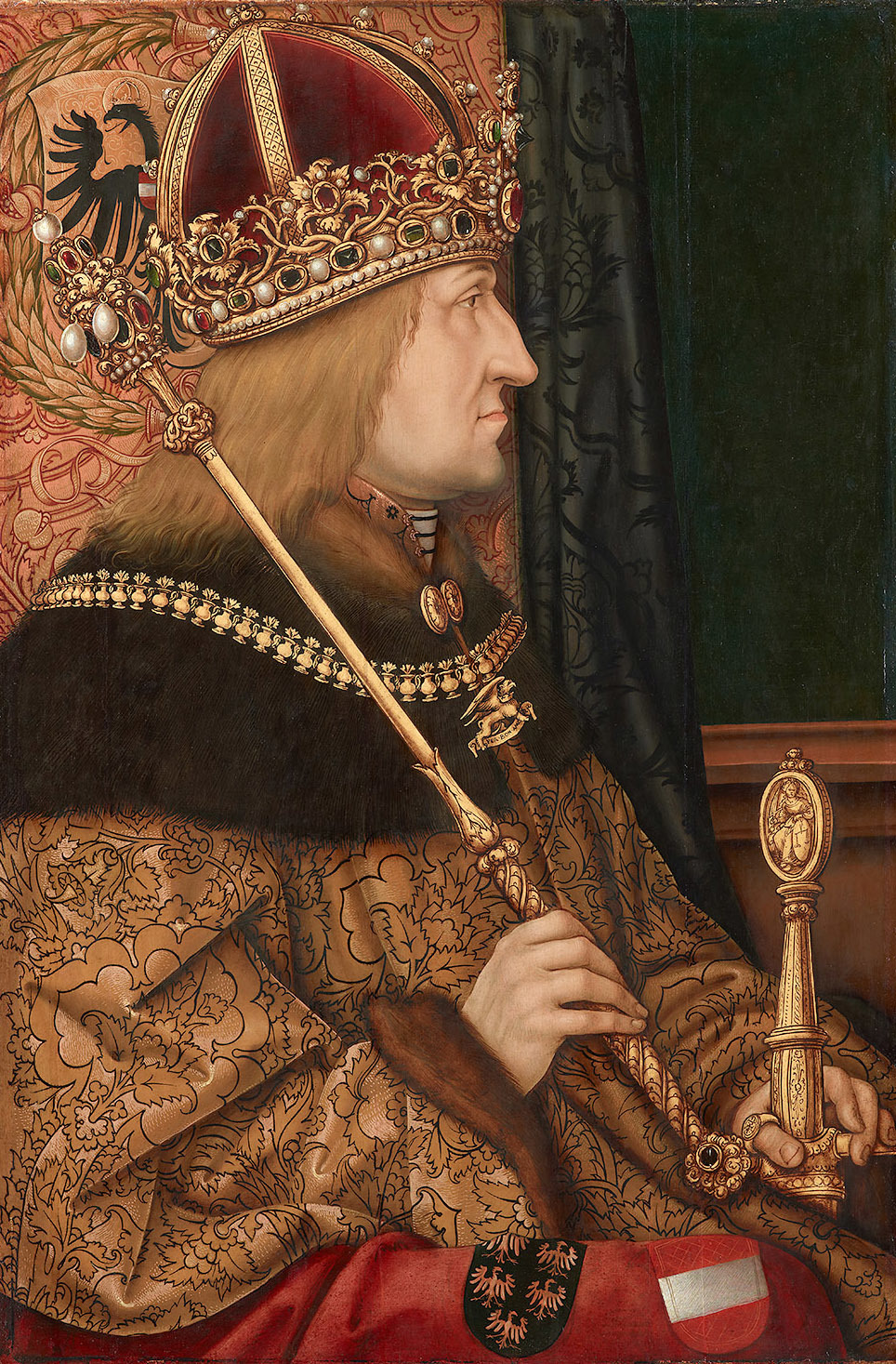
Фридрих IV Габсбург 1440-1452 Король Германии
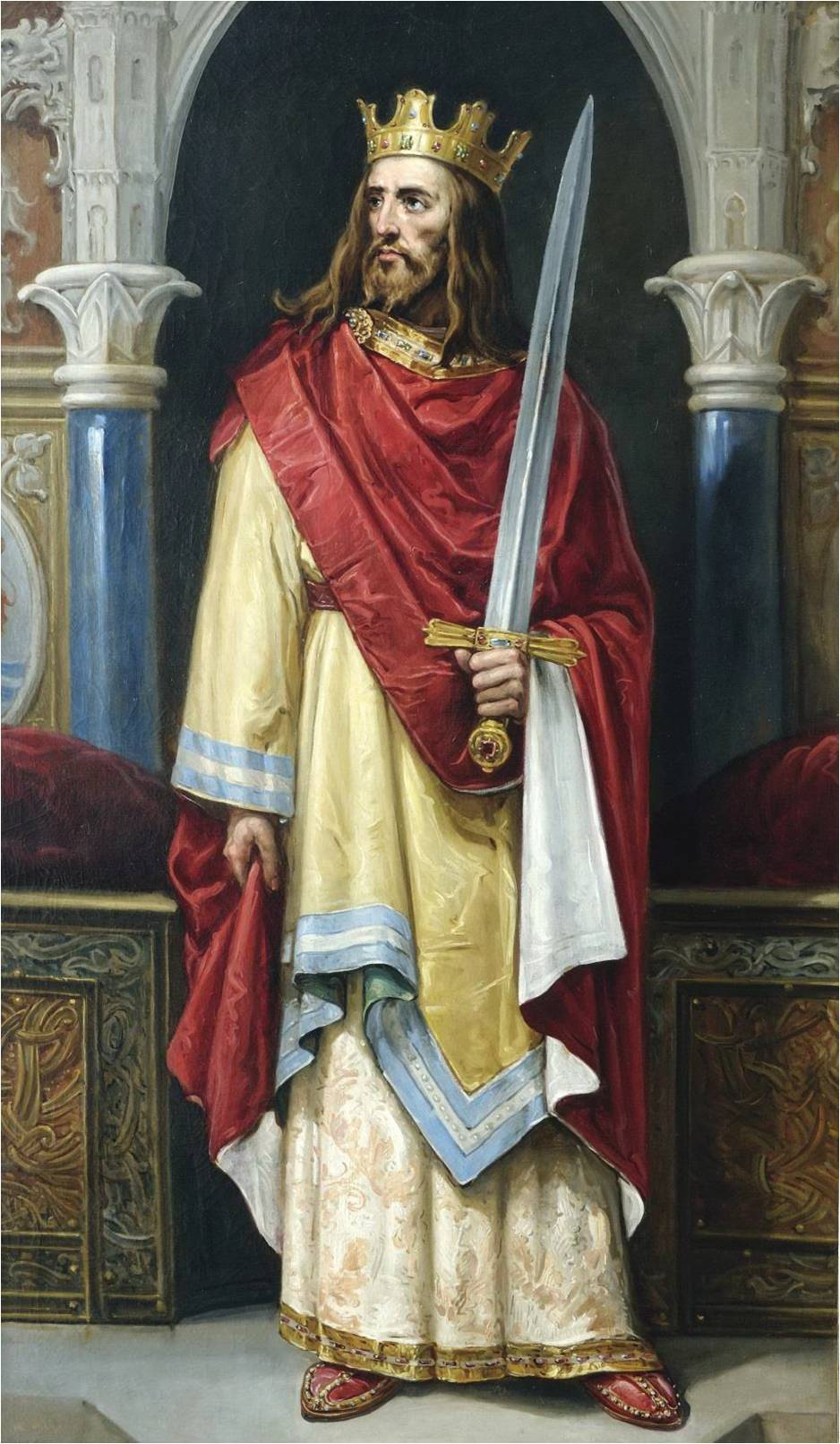
Хуан II 1406-1454 Король Кастилии и Леона
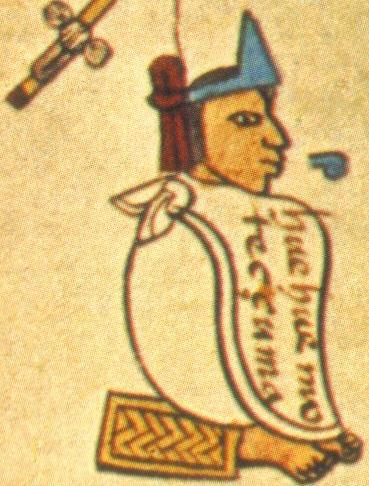
Монтесума I 1440-1469 Великий тлатоани ацтеков
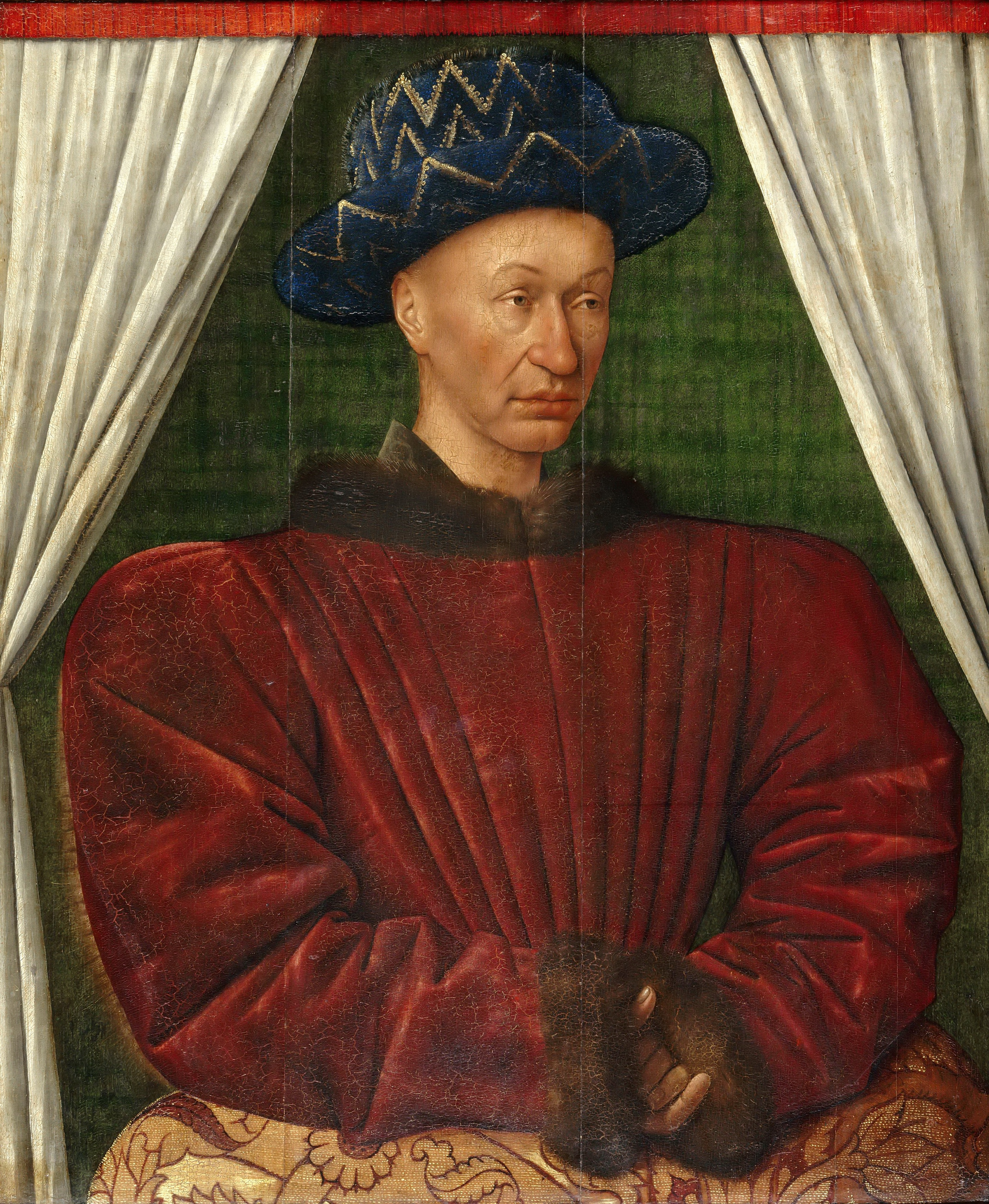
Карл VII 1422-1461 Король Франции
Александр I Великий 1412-1442 Царь Грузии
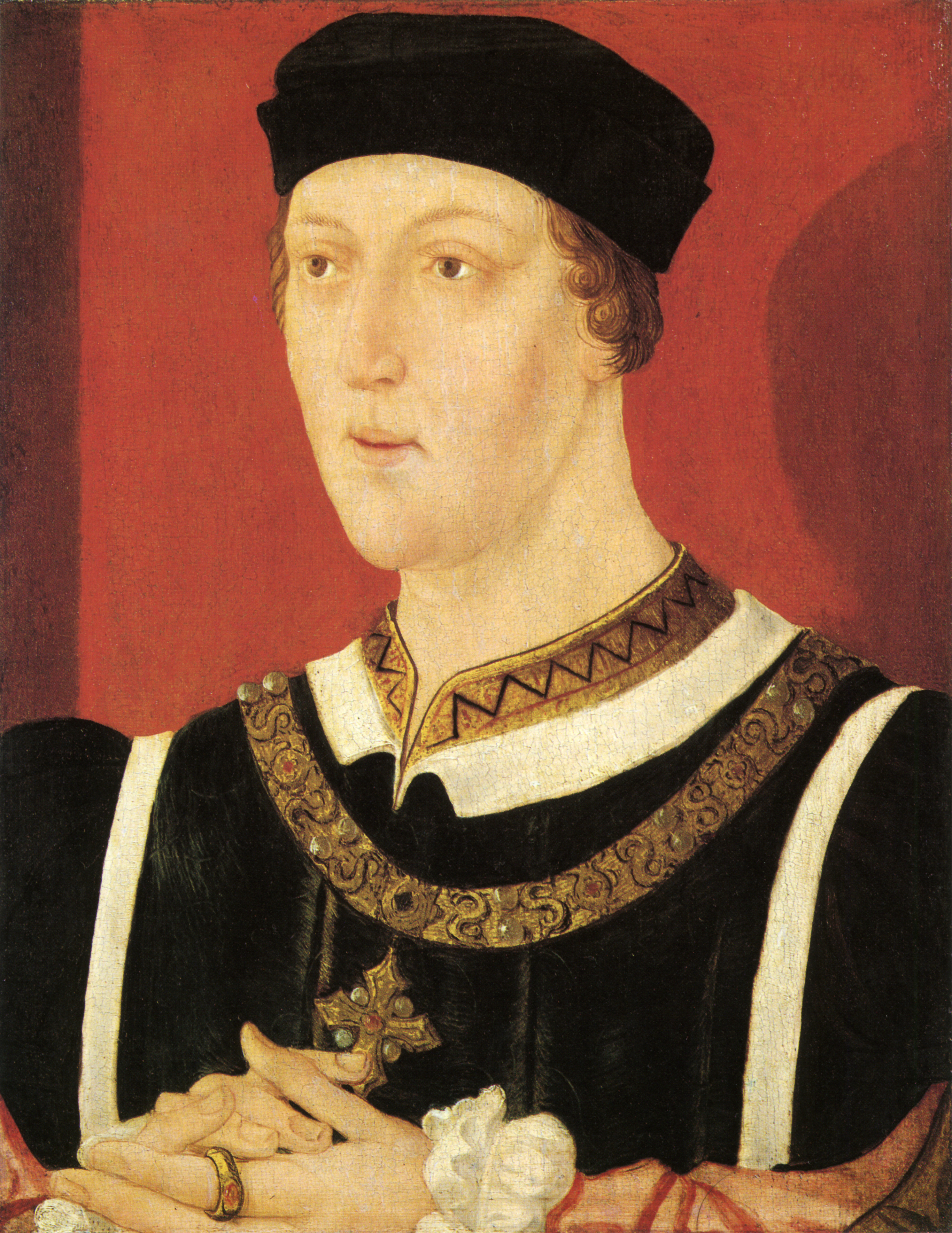
Генрих VI 1422-1461,1470-1471 Король Англии
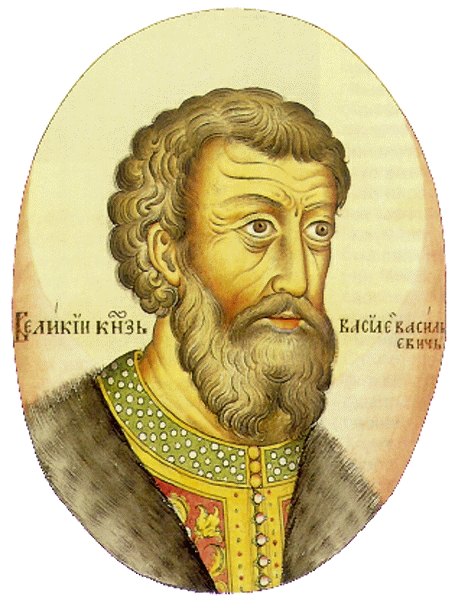
Василий II Темный 1425-1433,1434-1446 Великий князь Владимирский и Московский
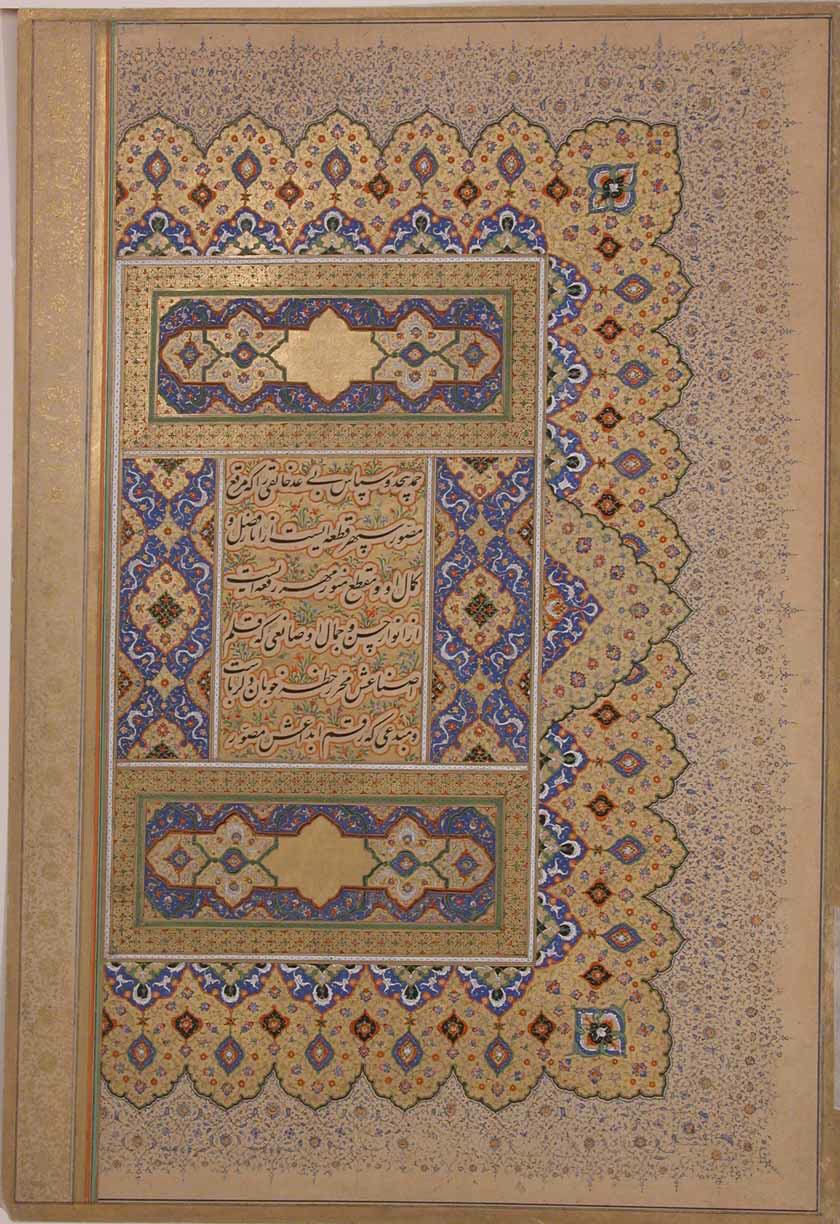
Джаханшах 1436-1467 Султан Кара-Коюнлу
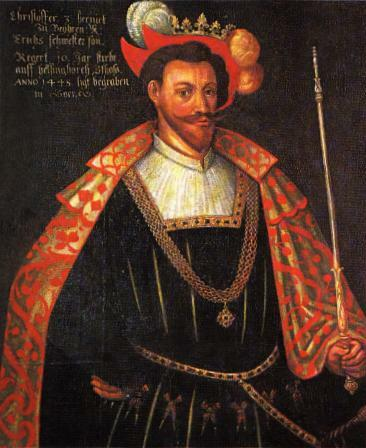
Кристофер Баварский 1441-1448 Король Дании и Швеции
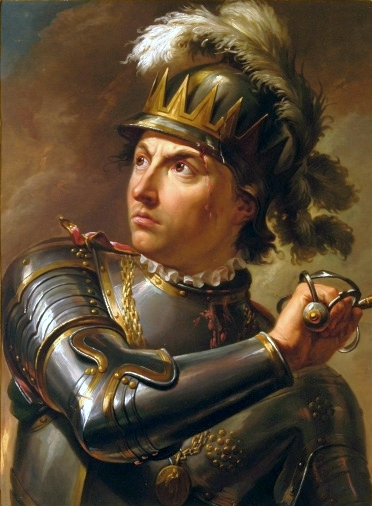
Владислав III 1440-1444 Король Польши и Венгрии
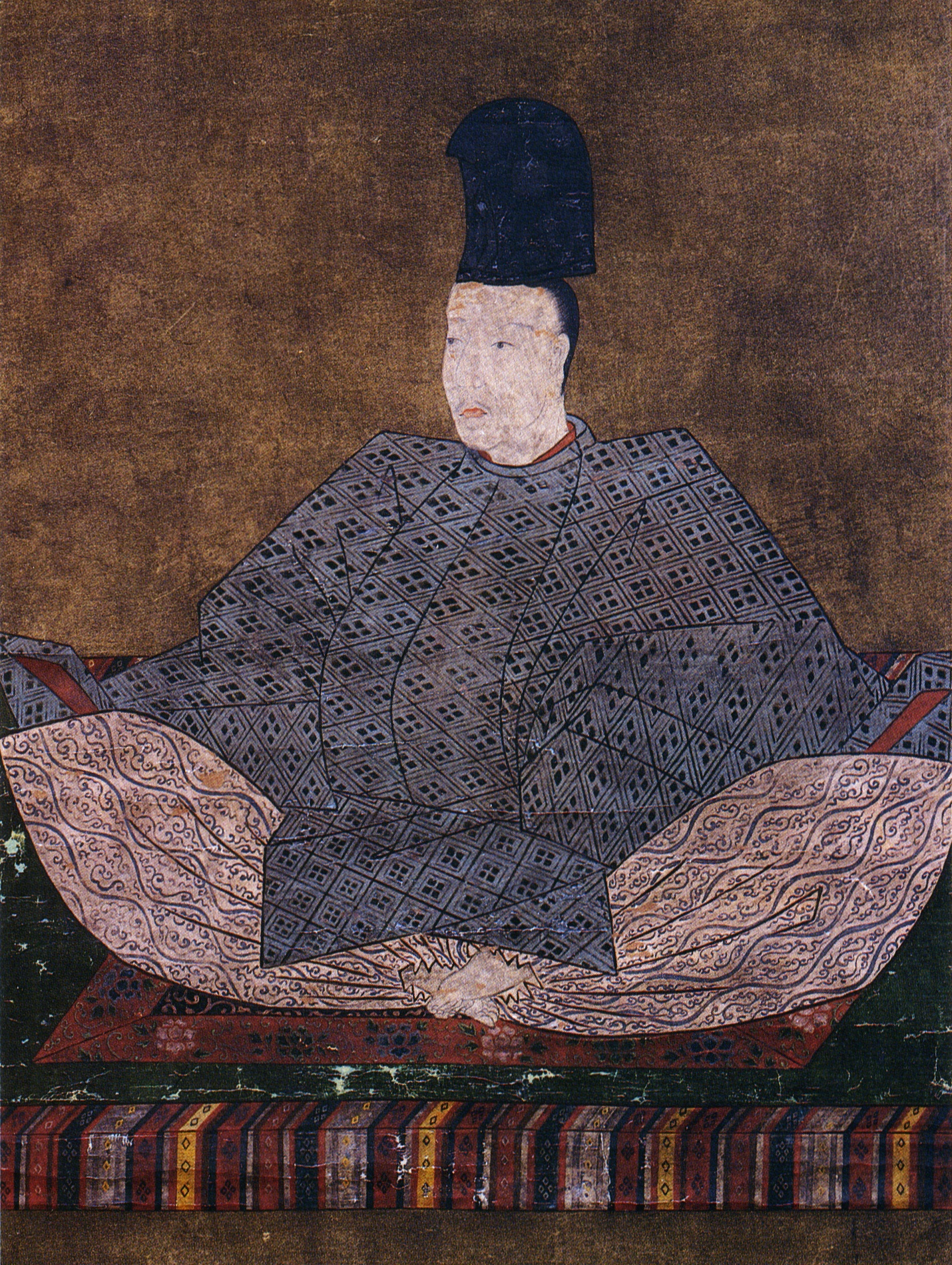
Хикохито 1428-1464 Император Японии
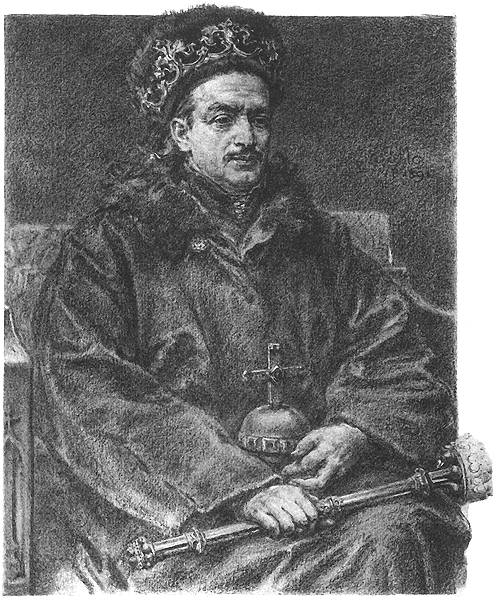
Казимир Ягеллон 1440-1492 Великий князь Литовский
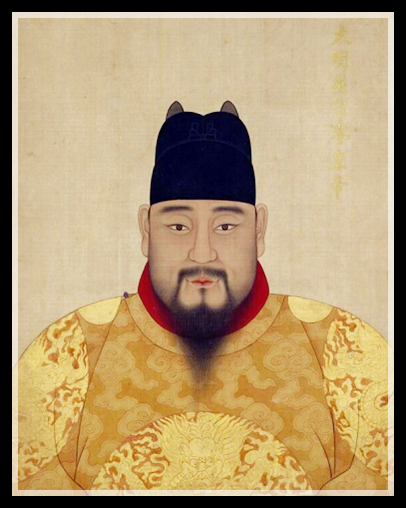
Чжу Цичжэнь 1435-1449, 1457-1464 Император Китая
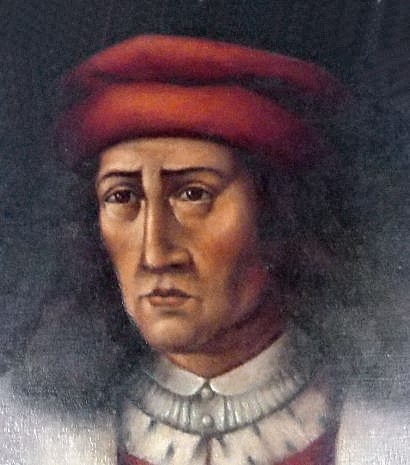
Эрик Померанский 1396-1442 Король Норвегии
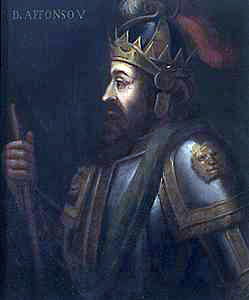
Афонсу V Африканец 1437-1481 Король Португалии
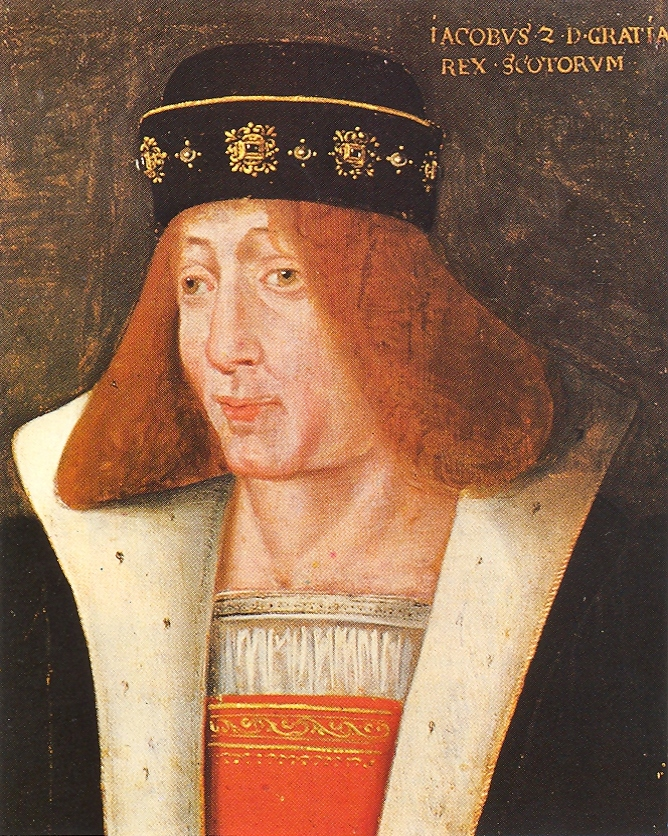
Яков II 1437-1460 Король Шотландии
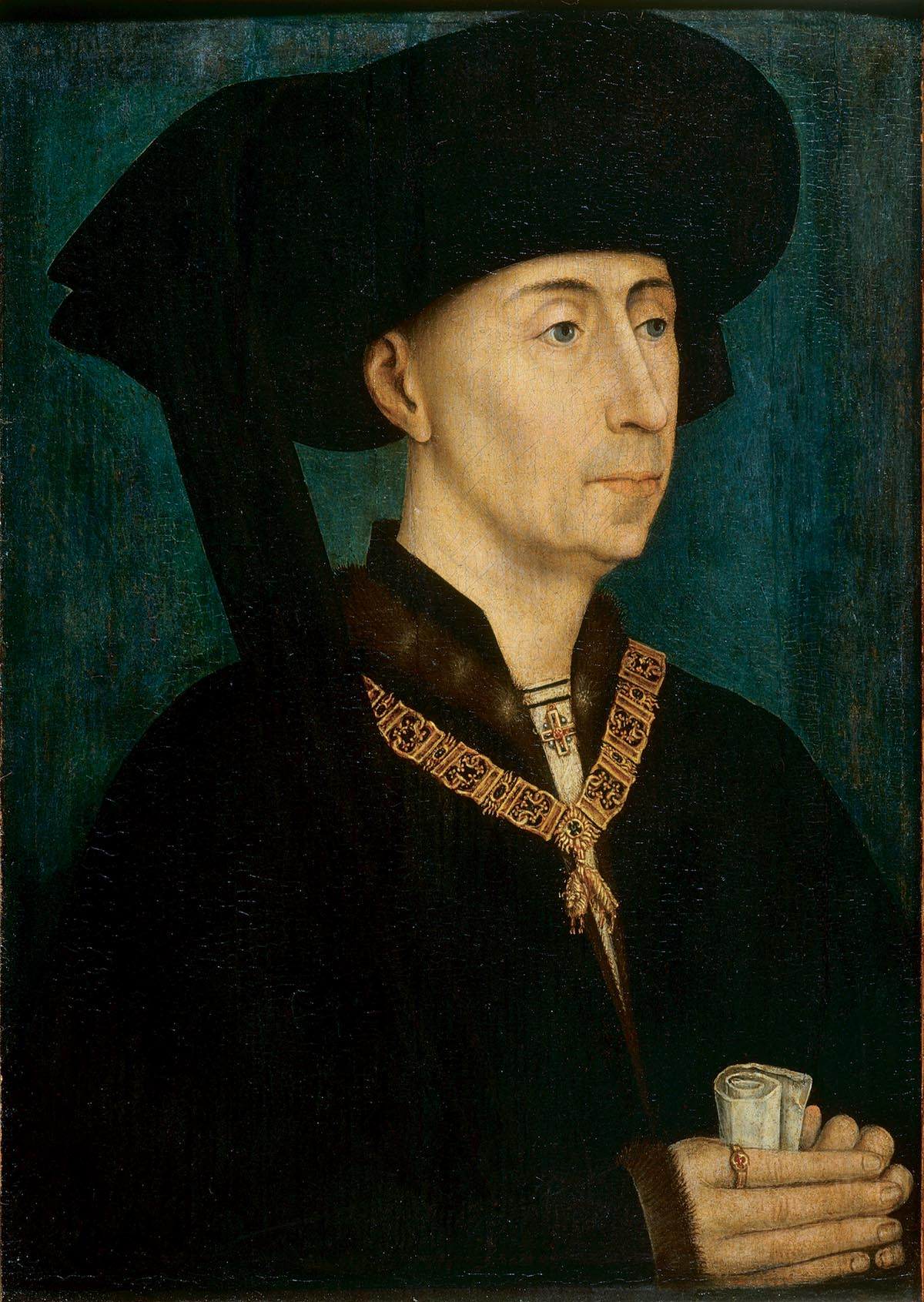
Филипп III Добрый 1419-1467 Герцог Бургундский
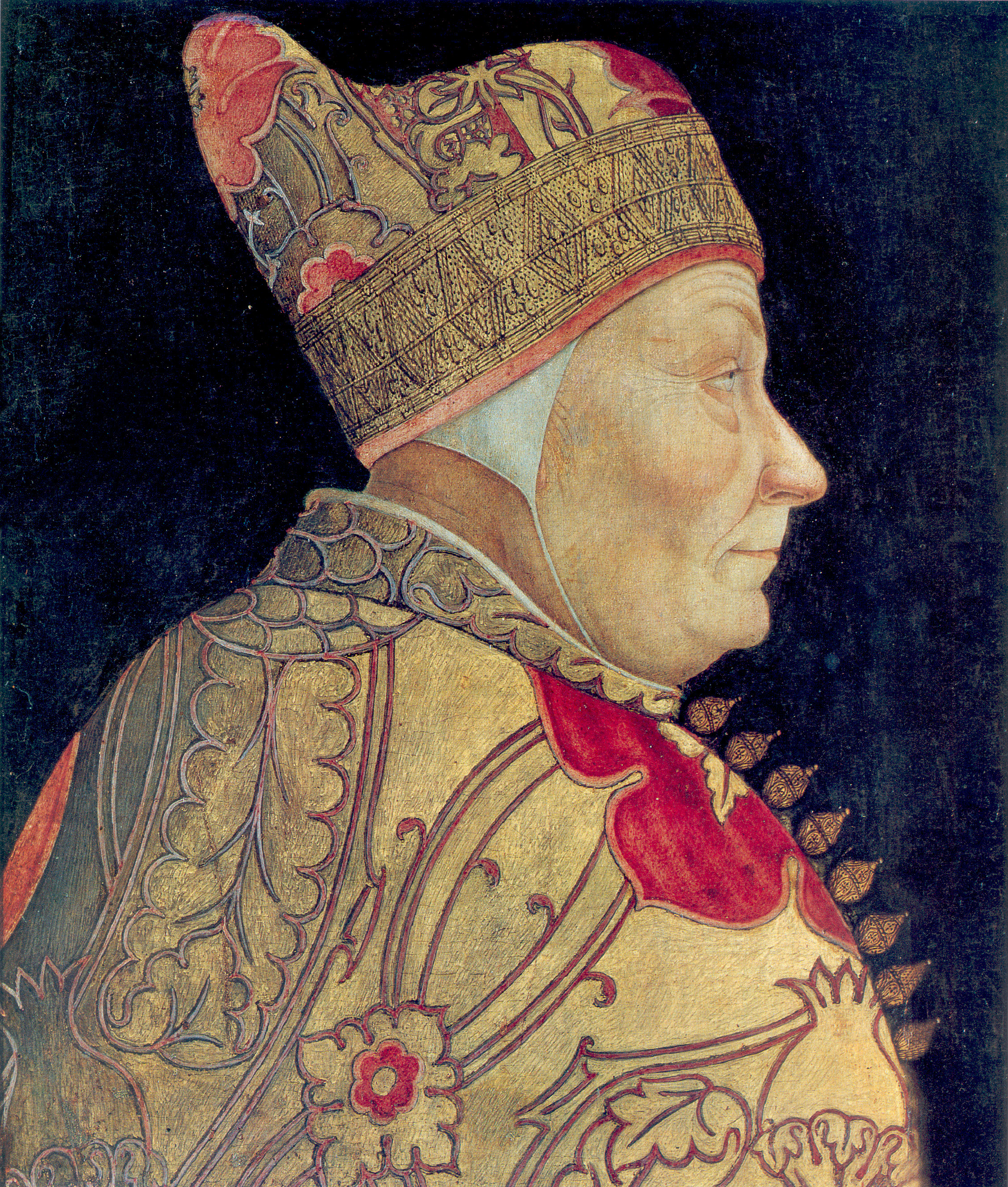
Франческо Фоскари 1423-1457 Дож Венеции
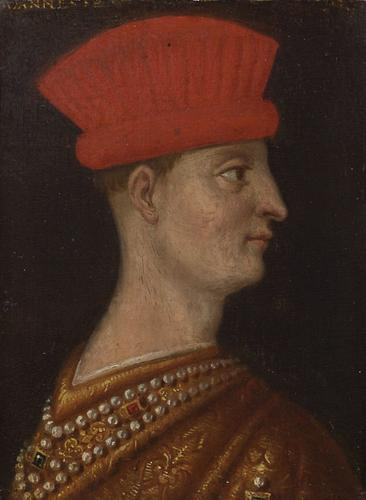
Джанфранческо I Гонзага 1433-1444 Маркграф Мантуи
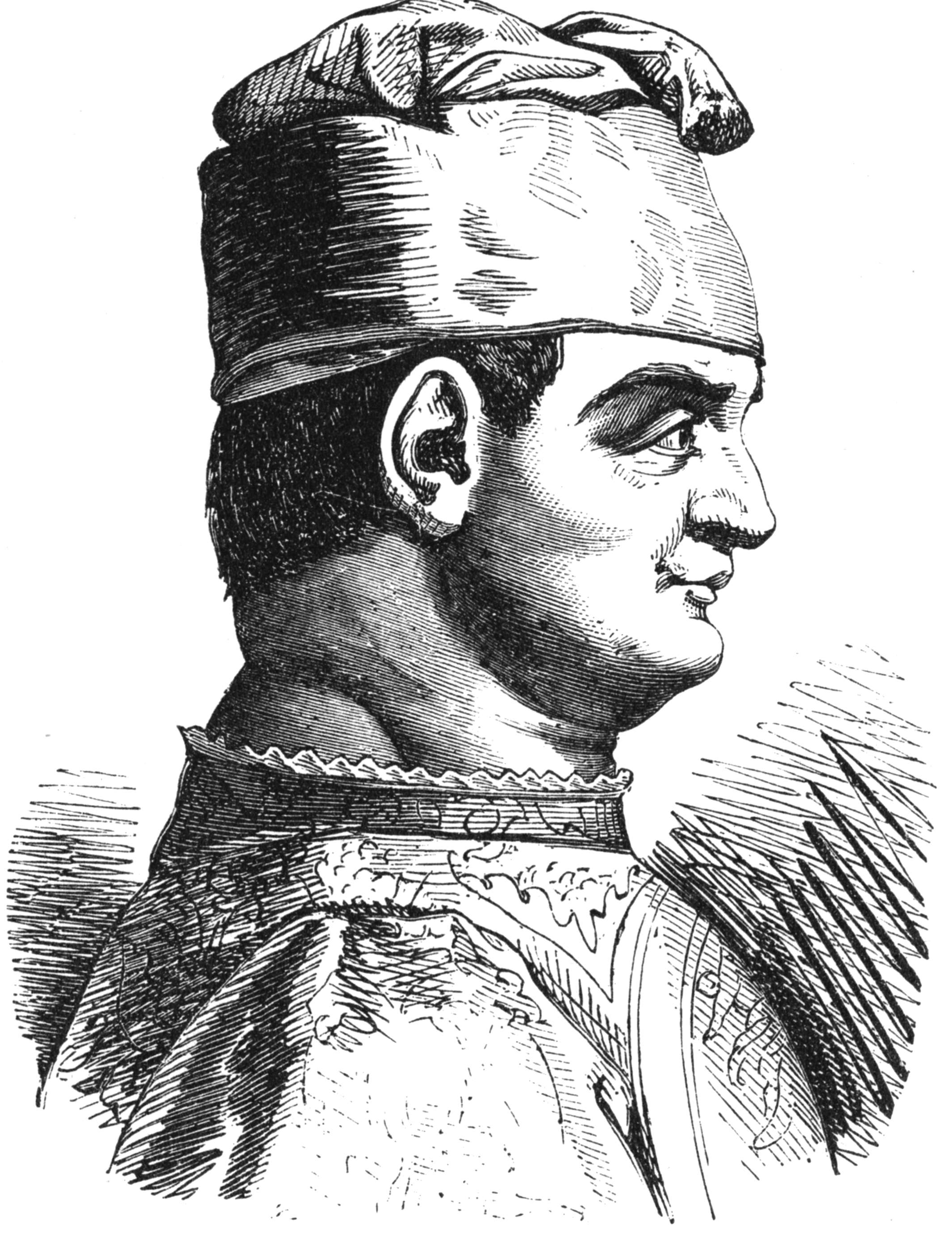
Филиппо Мария Висконти 1412-1447 Герцог Миланский
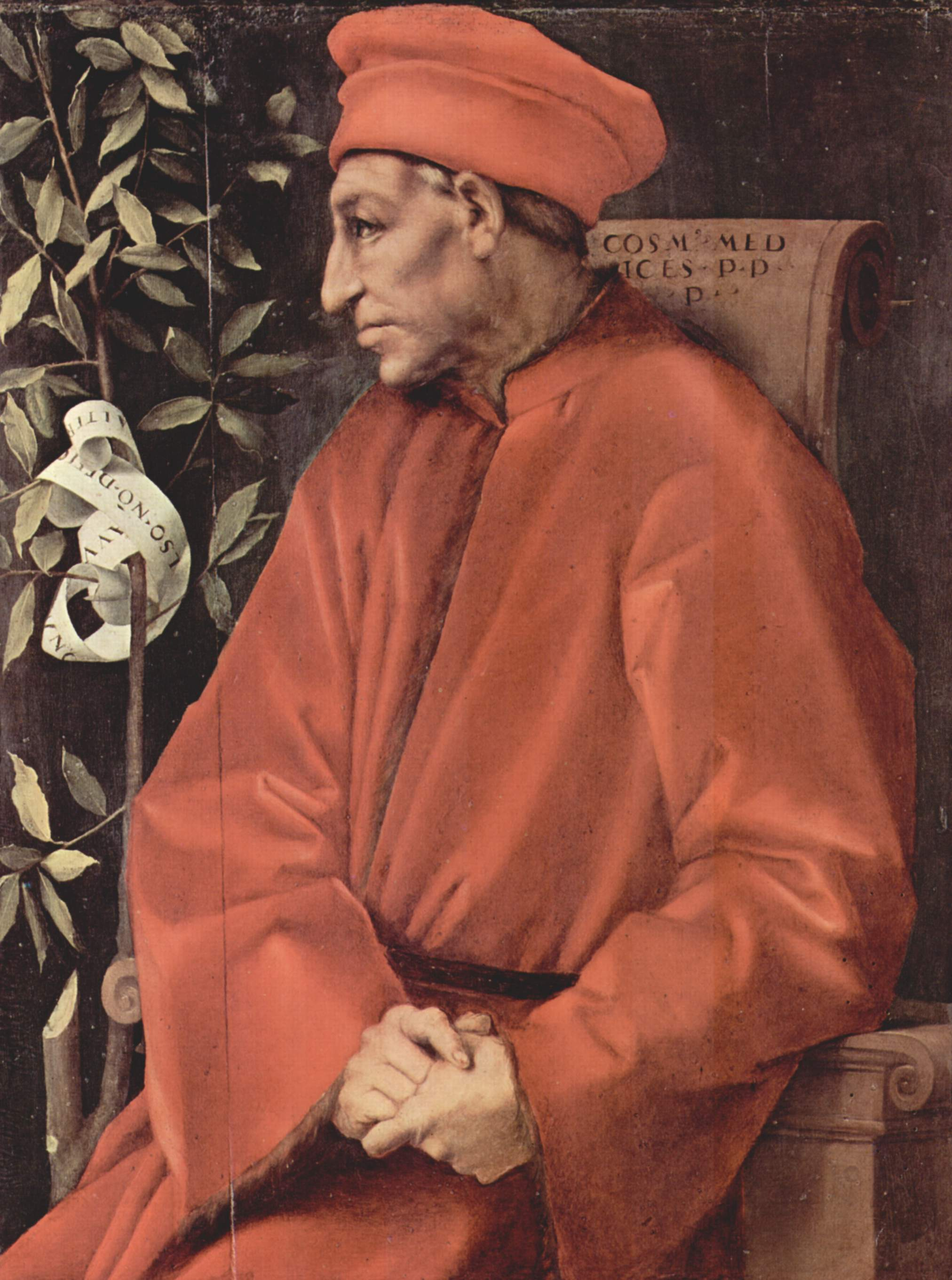
Козимо Медичи Старый 1434-1464 Глава правительства Флоренции
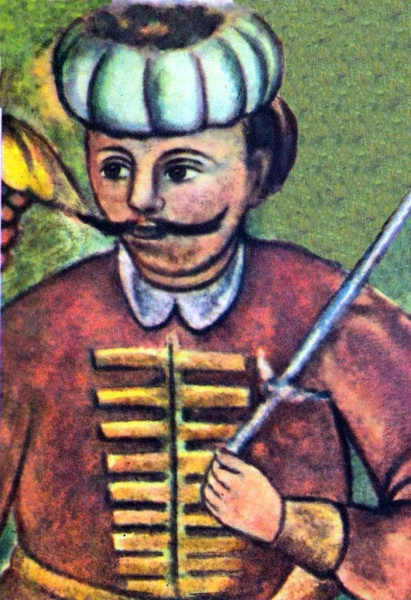
Влад II Дракул 1436-1442, 1443-1447 Господарь Валахии
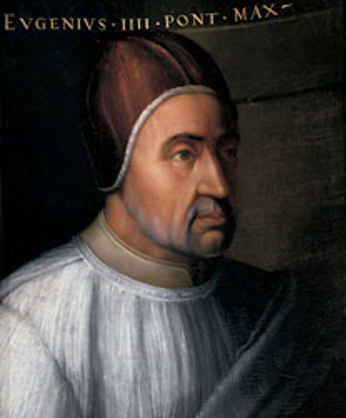
Евгений IV 1431-1447 Папа Римский